# Swedish male voice choir music
Swedish male voice choir music (Swedish 20th century male voice music) är en cd med Linköpings Studentsångare utgiven 1999.

## Innehåll
1. Skänklåt, musik Sten Broman
2. Två Fakir-sånger, musik Sten Broman
  1. Laura, text Falstaff, fakir
  2. Dolly, text Falstaff, fakir
3. Tre erotiska sånger, musik Ulf Långbacka, text Lars Huldén
  1. Refräng,
  2. Kom och var du mitt täcke
  3. Dina ögon är karuseller
4. Tre konststycken, musik Håkan Sund
  1. Hommage à Magritte, text Håkan Sund
  2. Tu m', text Marcel Duchamp
  3. Tupptango, text Pablo Picasso
5. Fem Bellmansånger arrangerade för manskör och blåskvintett, text och musik Carl Michael Bellman, arrangemang Robert Sund
  1. Vila vid denna källa, Fredmans epistel 82
  2. Aldrig en Iris, Fredmans epistel 54
  3. Gråt fader Berg, Fredmans epistel 12
  4. Fjäriln vingad syns på Haga, Fredmans sång 84
  5. Stolta stad, Fredmans epistel 33
6. Regnvisan, text Karl Asplund, musik Josef Hedar
7. Som ett blommande mandelträd, text Pär Lagerkvist, musik Maurice Karkoff
8. Miranda, en serenad för manskör och piano, text Alf Henrikson, musik Daniel Helldén
9. Årslag, text Alf Henrikson, musik Daniel Börtz
10. Du är skön såsom Tirsa, text Höga visan, musik Stig Gustav Schönberg
11. Kung Liljekonvalje, text Gustaf Fröding, musik David Wikander
12. Sverige, text Verner von Heidenstam, musik Wilhelm Stenhammar
13. Achtung Spitfeuer, musik Peter Lindroth

## Medverkande
- Hans Lundgren — dirigent
- Rikard Gillemyr — flöjt
- Jenny Nyquist — oboe
- Robert Hagman — klarinett
- Martin Florin — horn
- Tomas Schön — fagott
- Magnus Blom — piano